# Lycianthes lagunensis
Lycianthes lagunensis là loài thực vật có hoa trong họ Cà. Loài này được (Elmer) Bitter mô tả khoa học đầu tiên năm 1919.